# Asteropeia
Asteropeia és un gènere de plantes amb flors. Conté 7 espècies d'arbusts i arbrets perennifolis, tots són plantes natives de Madagascar. És l'únic gènere de la família Asteropeiaceae.
Elsmembres d'aquesta família es van separar de la família Theaceae pel APG system, de 1998, i es van assignar a l'ordre Caryophyllales dins el clade core eudicots.
Segons AP-Website forma un clade junt amb la família Physenaceae (també de Madagascar).